# Air Vendée
L'Envol des Métropoles (1991)
Air Vendée était une compagnie d'aviation française basée à La Roche-sur-Yon dans le département de Vendée.

## Histoire
La création d’Air Vendée (société d'avion taxi) en 1975 par Jean-Paul Dubreuil, PDG du groupe Dubreil, propriétaire actuel de Air Caraïbes et French Bee, et par Gilles Cougnaud, initialement pour une desserte régulière de l'Île d'Yeu, avec un simple monomoteur à hélices, un Beechcraft Bonanza,. Elle permettait d’allier leur passion pour l’aéronautique à la nécessité de se déplacer rapidement dans l’hexagone pour leurs affaires.
En 1977, Air Vendée acquiert un second appareil puis en 1979, un BN-2A-2O Islander immatriculé F-GBTV.
Elle commence des services réguliers en 1979, desservant tout d'abord l'Île-d'Yeu depuis Nantes et La Roche-sur-Yon puis Paris-Orly de la Roche-sur-Yon. Cette compagnie permet ainsi d'assurer le transport des hommes d'affaires du bocage vendéen.  
Air Vendée investit au fil des années et développe des lignes régulières. 
En 1985, elle assure les lignes de/vers :
- Le Havre : Londres et Nantes.
- Caen : Bruxelles.
- Île-d'Yeu : La Roche-sur-Yon, Nantes et Paris-Orly.
- Nantes : Bordeaux, Le Havre, Limoges, Toulouse et La Roche-sur-Yon.

En 1989, 51 000 passagers volent avec Air Vendée avec 50 personnels au sol et 28 pilotes.
Elle a même assuré régulièrement une ligne entre l'Ile d'Yeu et Paris-Orly en direct de 1 h 40 en Dornier 228 (dernier vol en 1988).
En 1991, Air Vendée assurait les lignes de/vers :
- Le Havre : Bruxelles et Nantes.
- Rouen : Amsterdam, Bruxelles, Londres, Nice et Lyon.
- Rennes : Limoges et Marseille.
- Nantes : Le Havre, Rouen, Bruxelles, Genève, Clermont-Ferrand, Perpignan et Barcelone.
- Limoges : Marseille.
- Clermont-Ferrand : Genève.

Elle intègre dans ses plans de vols la compagnie Air Transport Pyrénées en assurant la ligne Nantes-Pau-Barcelone.
Elle transporte 60 000 passagers avec un taux moyen de remplissage de 39% sur 18 lignes régulières en 1991.
Elle se regroupe avec la compagnie Airlec, Air Exel et Air Transport Pyrénées pour former la compagnie Régional Airlines le 1er janvier 1992. Cette compagnie dessert 24 aéroports en France. Elle est cédée à Air France en 2000.
Contrairement à Air Exel et Air Transport Pyrénées, les noms des compagnies Air Vendée et Airlec disparaissent et la nouvelle compagnie reprend le code IATA d'Air Vendée, à savoir le code VM.

## Flotte
La compagnie a exploité jusqu'à 16 avions de type :
- Beechcraft 55 Baron (1),
- DeHavilland Twin Otter (1),
- Dornier 228 (3),
- Saab SF-340 (2),
- Swearingen Metroliner (9),

En 1991, Air Vendée exploitait des SAAB 340B, des Swearingen Métro III, des King Air 100 et 200 et des Piper Cheyenne. Les avions étaient basés à Nantes, Rouen, Le Havre ou Rennes. 

## Galerie photographique

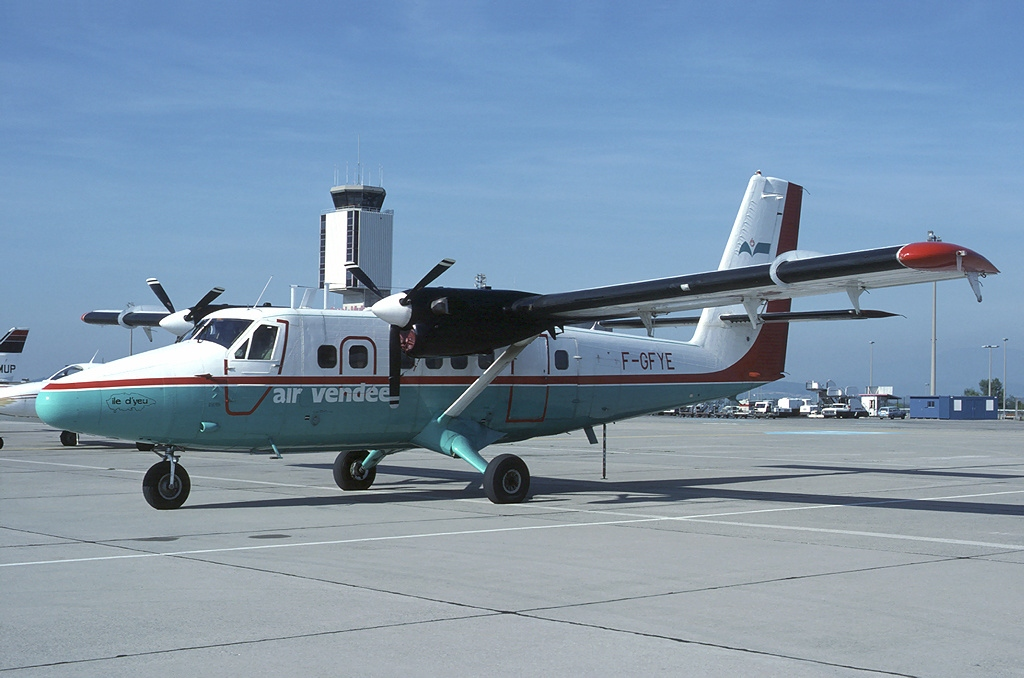
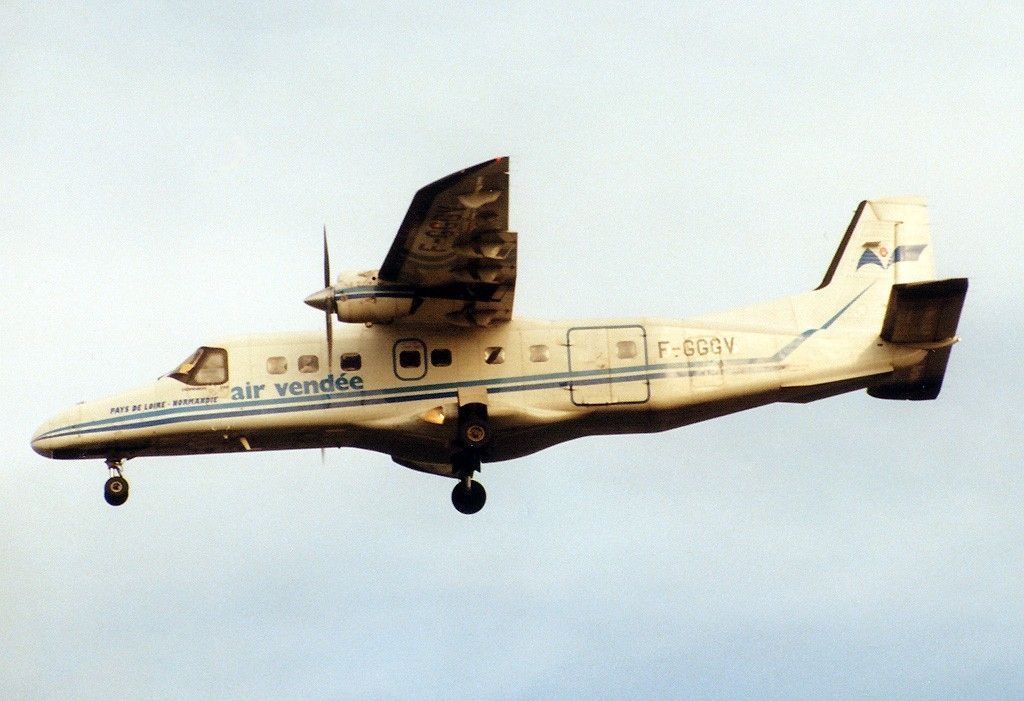
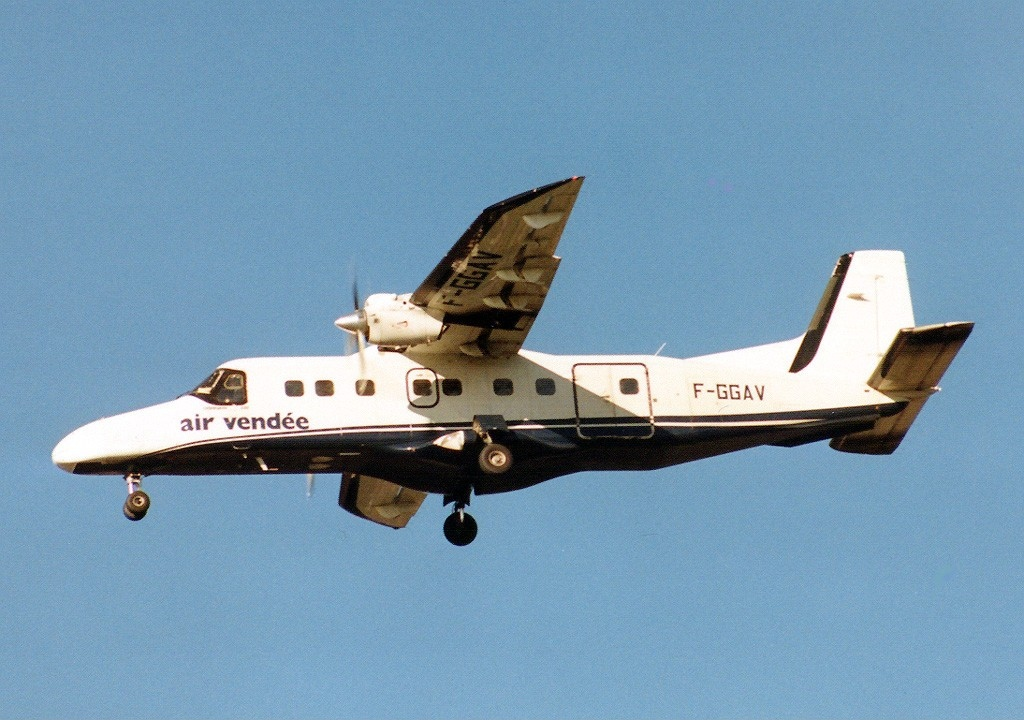
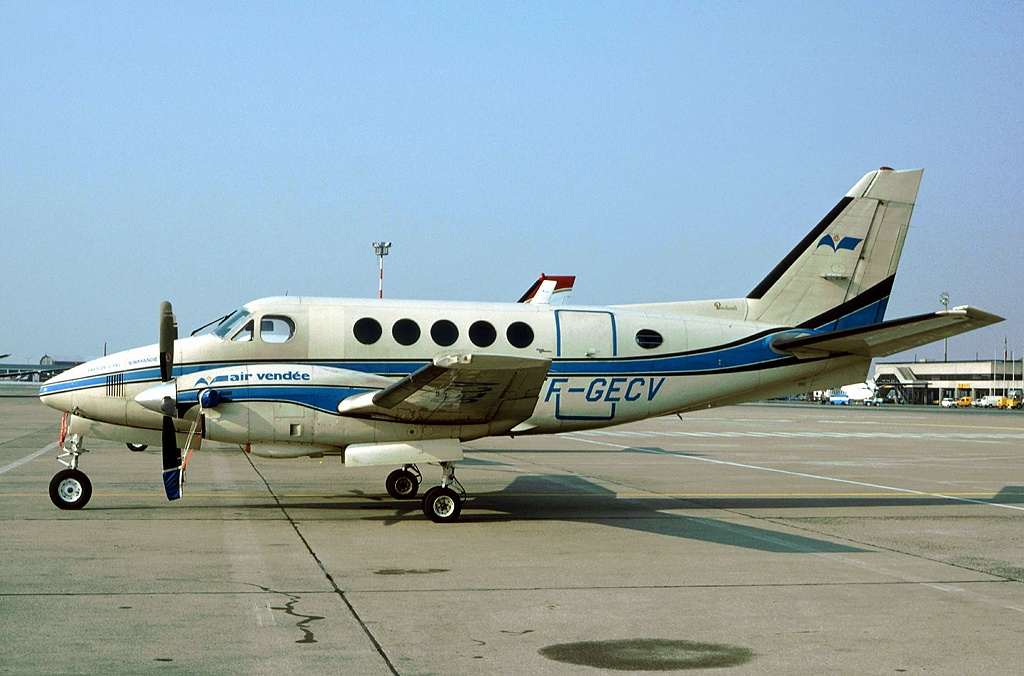

## Logothèque

Logo d'Air Vendée Pays de la Loire-Normandie (tout bleu)
Logo d'Air Vendée Pays de la Loire Normandie en couleurs
Dernier logo d'Air Vendée